# Sarmatian Review
Sarmatian Review – amerykański kwartalnik naukowy wydawany przez Rice University w Houston od 1981 roku. Redaktorem naczelnym jest Ewa Thompson. W periodyku publikowane są artykuły w języku angielskim dotyczące kultury, historii i społeczeństw narodów słowiańskich.